# Aguanqueterique
Aguanqueterique är en ort i Honduras.   Den ligger i kommunen med samma namn och tillhör departementet Departamento de La Paz, i den sydvästra delen av landet, 50 km väster om huvudstaden Tegucigalpa. Antalet invånare är 4 620.